# Норланд, Морис
Морис Марсель Жак Норланд — французский легкоатлет. На Олимпийских играх 1924 года выиграл бронзовую медаль в командном кроссе.
Также на Олимпиаде в Париже выступил на дистанции 5000 метров, где не попал в финал и в индивидуальном кроссе, на котором занял последнее 15-е место.

## Достижения
- 28-е место на Кроссе наций 1924 года
- Чемпион Франции в беге на 5000 метров в 1926 и 1927 годах[3]
- Чемпион Франции в беге на 3000 метров с препятствиями 1927 года[3]